# Boutaleb, Algeria
Boutaleb (în arabă بوطالب) este o comună din provincia Sétif, Algeria.
Populația comunei este de 9.456 de locuitori (2008).